# Католицизм в Шри-Ланке
Католицизм в Шри-Ланке — часть всемирной Католической церкви под духовным руководством Папы Римского. Берёт свои истоки с посещения острова португальцами в 1505 году.

## История
С 1543 года в Шри-Ланке начала функционировать францисканская миссия. в скором времени католическая вера распространилась среди тамилов.
В 40-е годы XVI века на территории острова (северная и северо-восточная части) была создана тамильская христианская община.
Жители района Коломбо являются католиками по вероисповеданию. В прошлом, на данной территории существовало тамильское государство Джафна.
Около 6,1 % населения Шри-Ланки составляют христиане-католики. На территории острова имеется небольшое количество католических церквей и храмов.